# Sahg
I Sahg sono un supergruppo heavy metal norvegese fondato nel 2004.

## Storia
Il gruppo è stato creato a Bergen (Norvegia) nel 2004, da tre musicisti locali: il cantante e chitarrista Olav Iversen (già componente dei Manngard), il chitarrista Thomas Tofthagen (degli Audrey Horne), e il bassista Tom Cato Visnes aka King ov Hell (già nei Gorgoroth, Audrey Horne, e I).

## Formazione

### Formazione attuale
- Tom Cato - basso (2004-)
- Olav Iversen - voce, chitarra (2004-)
- Thomas Tofthagen - chitarra (2004-)
- Thomas Lønnheim - batteria (2009-)

### Ex componenti
- Einar "Kvitrafn" Selvik - batteria (2004-2006)
- Tor Bjarne Bjellan - batteria (2006-2007)

## Discografia
Album in studio
- 2006 - Sahg I
- 2008 - Sahg II
- 2010 - Sahg III
- 2013 - Delusions of Grandeu
- 2016 - Memento Mori

Singoli
- 2013 - Firechild
- 2013 - Slip Off the Edge of the Universe
- 2014 - Domno Abyssus / Tyrant Empire
- 2016 - Sanctimony